# عكار (جبلة)

تعديل مصدري - تعديل

عكار محلة تابعة لقرية ذي عقيب، التابعة لعزلة وراف بمديرية جبلة إحدى مديريات محافظة إب في الجمهورية اليمنية، بلغ تعداد سكانها 45 حسب تعداد اليمن لعام 2004.